# Mrémani
Mrémani este un oraș în Comore, în  insula autonomă Anjouan. În 2012 avea o populație de 5606, iar la recensământul din 1991 avea 3501 locuitori.